# 坂町事件

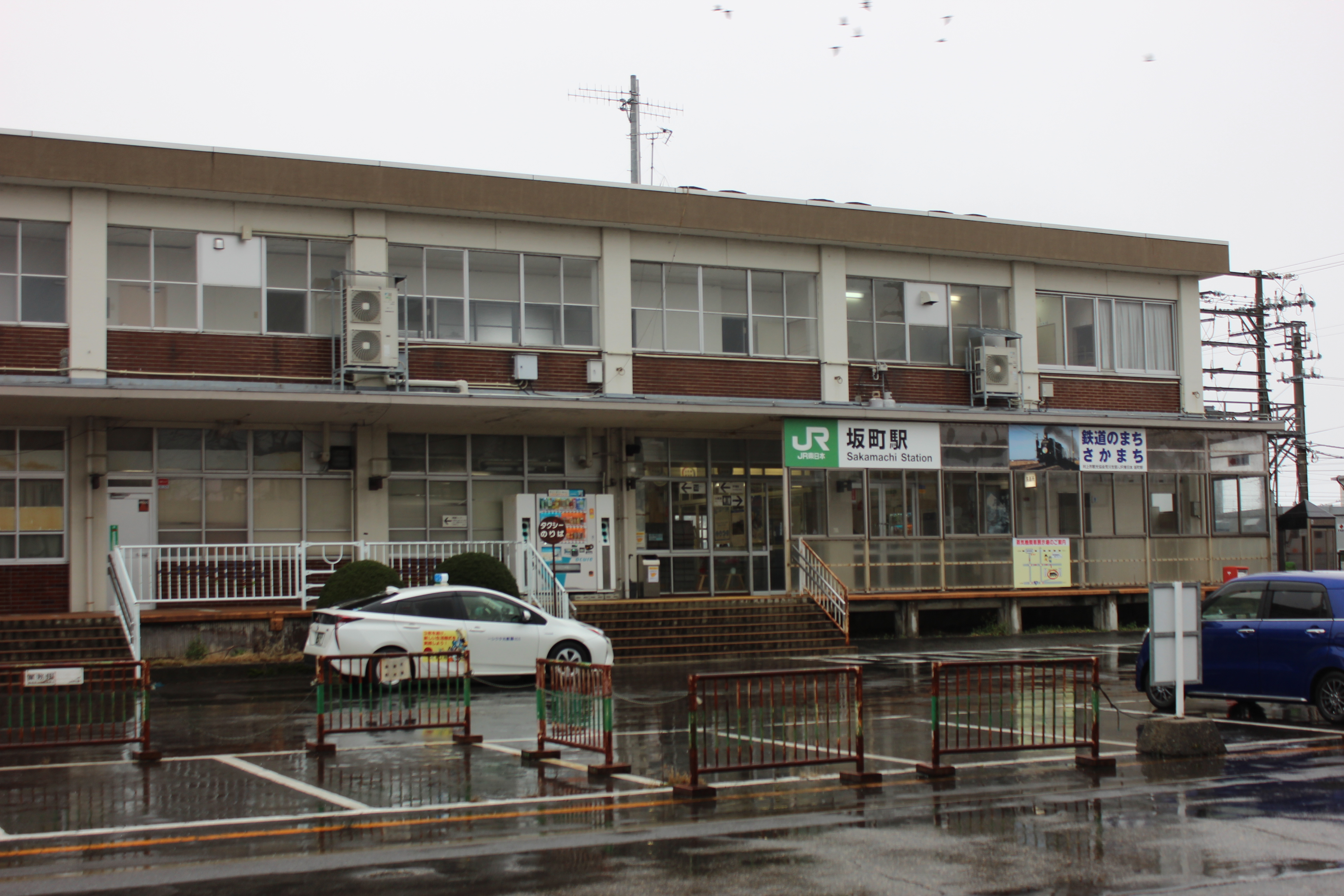
JR坂町駅（2020年12月）

坂町事件（さかまちじけん）とは、1946年（昭和21年）9月22日に、新潟県岩船郡保内村（現・村上市）で発生した暴動事件。

## 事件の発端
日本では当時、生活必需品の多くが配給制であった。
太平洋戦争終結直後、兵役からの復員や外地からの引き揚げによる人口増加、アメリカ軍の空襲による交通網破壊などにより、生活物資が圧倒的に不足していた。
特に人口が増えた都市部での食料難は深刻で、東京や大阪では餓死する者もいた。
この様な状況のため、非合法に設けられた独自の市場「闇市」が全国各地に多数できた。
闇市は国民の生活を助けたが、暴力団や在日朝鮮人、中国人が関わっている場合も多かった。
このうち、新潟県北部では、在日本朝鮮人連盟が新発田市に事務所を置き、羽越本線坂町駅を中継基地として、大量の闇米を関西方面に出荷していた。当時、1日あたり50俵が坂町駅を経由したといわれている。

## 事件の概要
1946年9月22日午前0時50分頃、村上警察署の加藤巡査部長は署長の指令により警察官7人を指揮し、坂町駅構内で、闇米輸送の取締りを行っていた。駅のホームには40～50人の朝鮮人・中国人がいたが、彼らは一斉に姿をかくした。
加藤は、置き去りにされた中身が米の荷物7、8個を発見。待合室にいた人々に誰の荷物か聞いたところ、15人くらいの集団の中から中国人が「俺のものだ！」と名乗り出た。
加藤が身分証明書の提示を求めたところ、他の者が「殴れ！」「叩け！」と叫び、これを合図に集団が襲いかかって来た。
警察官らが応戦しているとホームに列車が到着し、列車内から朝鮮人20人ほどが下車し集団に加勢した。朝鮮人らは警察官らに暴行を加えた後、発車間際の列車に乗り込み逃走した。
同日午後、また闇米を（坂町駅から）運搬しようとしているとの情報が村上警察署に入った。
午後4時頃、河津警部補以下10人の私服警察官が坂町駅前の丸屋旅館をパトロールした結果、闇米を発見。
取り締まろうとしたところ、14～15人（約50人との記録もあり）の朝鮮人・中国人が襲いかかってきた。
警察側が攻撃できないことを知ると、彼等は殴る蹴るの暴行に加え、パトカーを破壊したり、警察官の警察手帳をとりあげたりした。河津警部補は拉致された。
警察側は逮捕はせず、一旦引き上げた。
警察は戦後しばらくの間、朝鮮人や中国人を逮捕しにくい状況であった（朝鮮が日本から独立した事や、中国が戦勝国になった事などが理由とされる）。
その後、GHQの新潟支部の係官が現地に到着し、朝鮮人・中国人に対して「日本に在住している限り、日本の法律に服さなければならない事」、「警察官の闇米取締を拒否する事は、連合国の指令に反するものである事」を言い渡し、取り締まりを許可した。
GHQの許可が出た事で、警察は厳しい取り締りが可能となり、12人が逮捕された。

## その後
12人は新潟軍政部に移されたが、新潟県外への追放と闇米の買出しをしない旨の誓約書提出だけで全員釈放された。
この事件を新潟日報が報道すると、朝鮮人は新潟日報を襲撃した。